# Vigilias por la paz

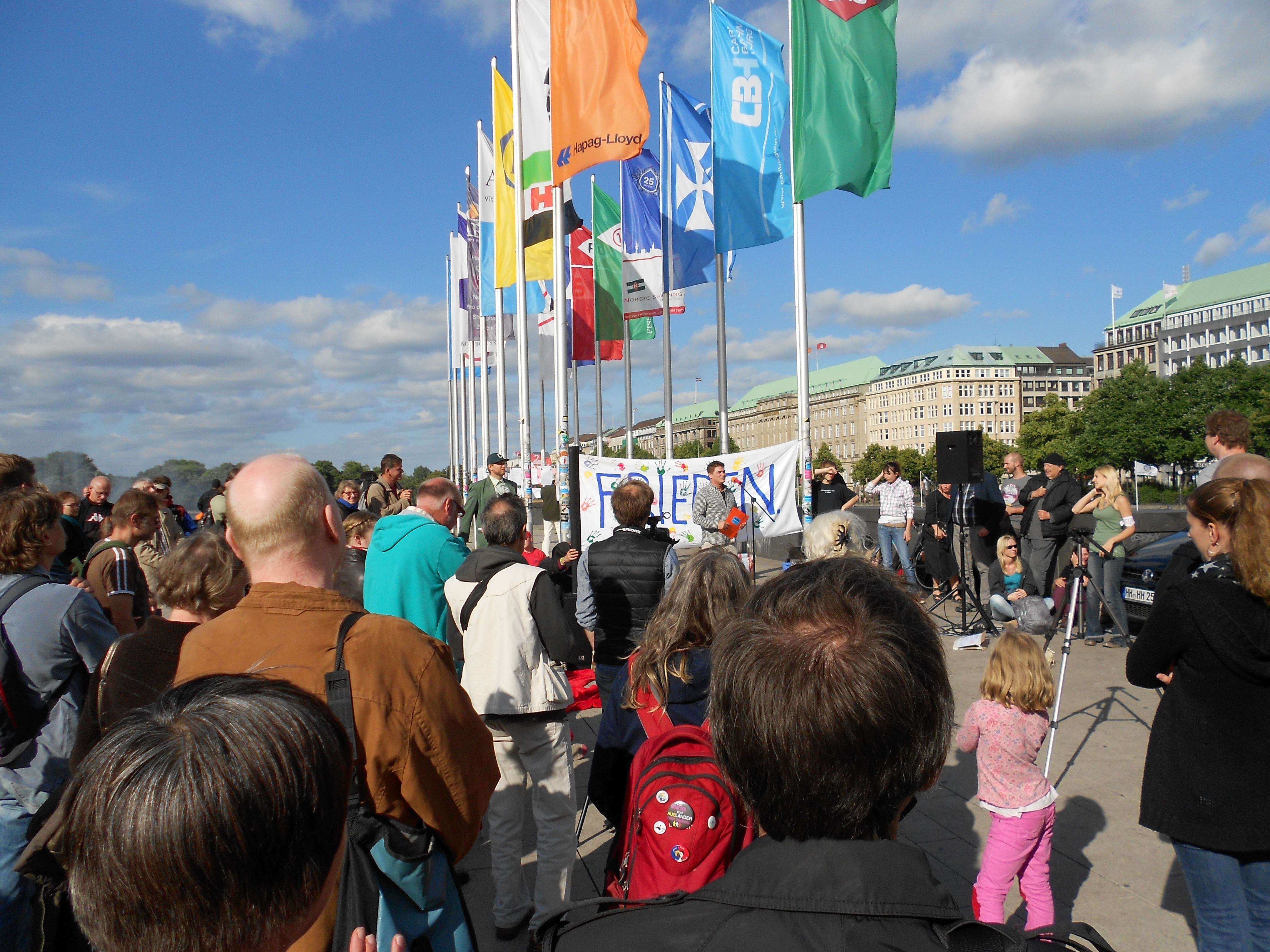
Vigilias por la paz en Hamburgo en junio de 2014.

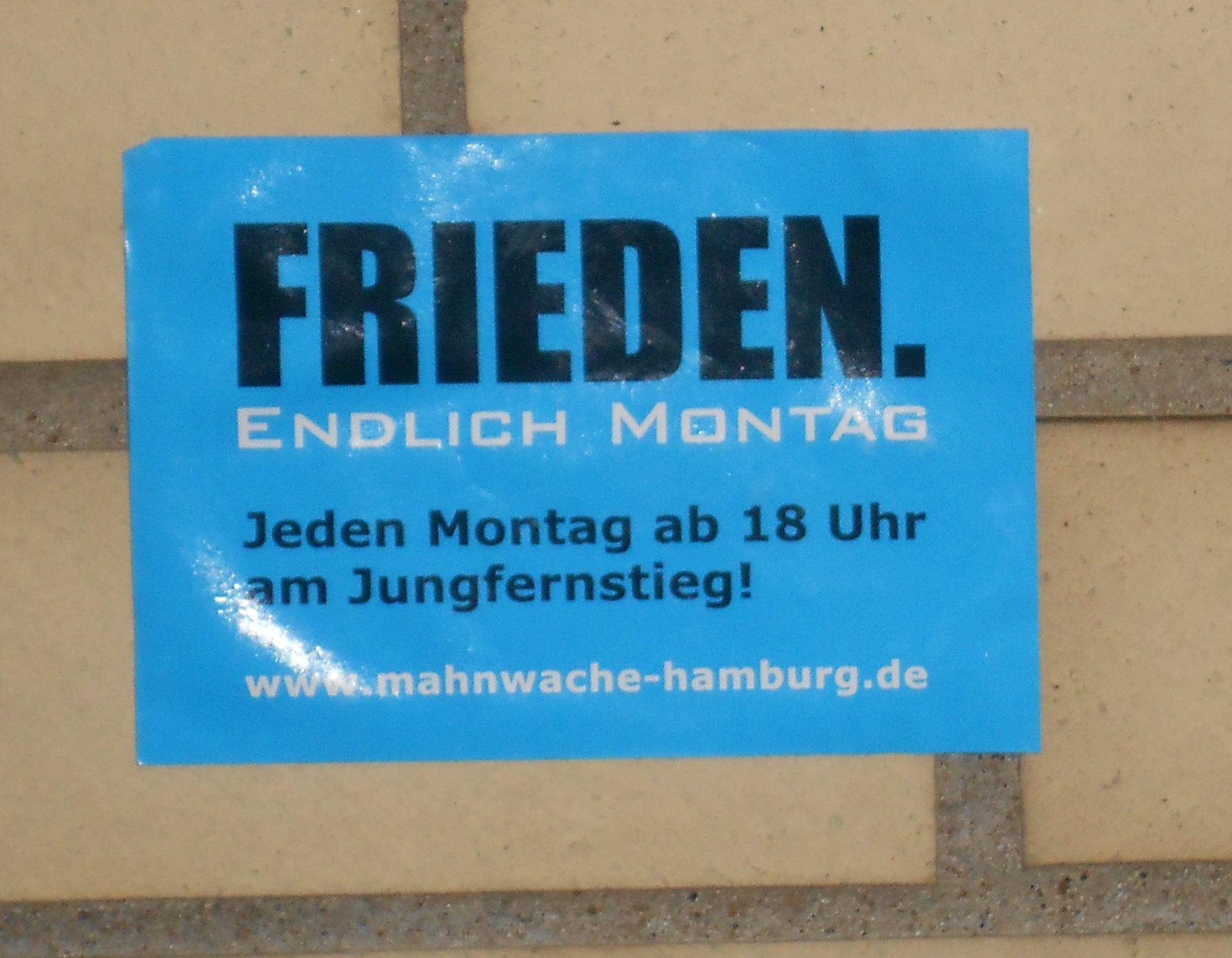
Pegatina de los vigilias por la paz.

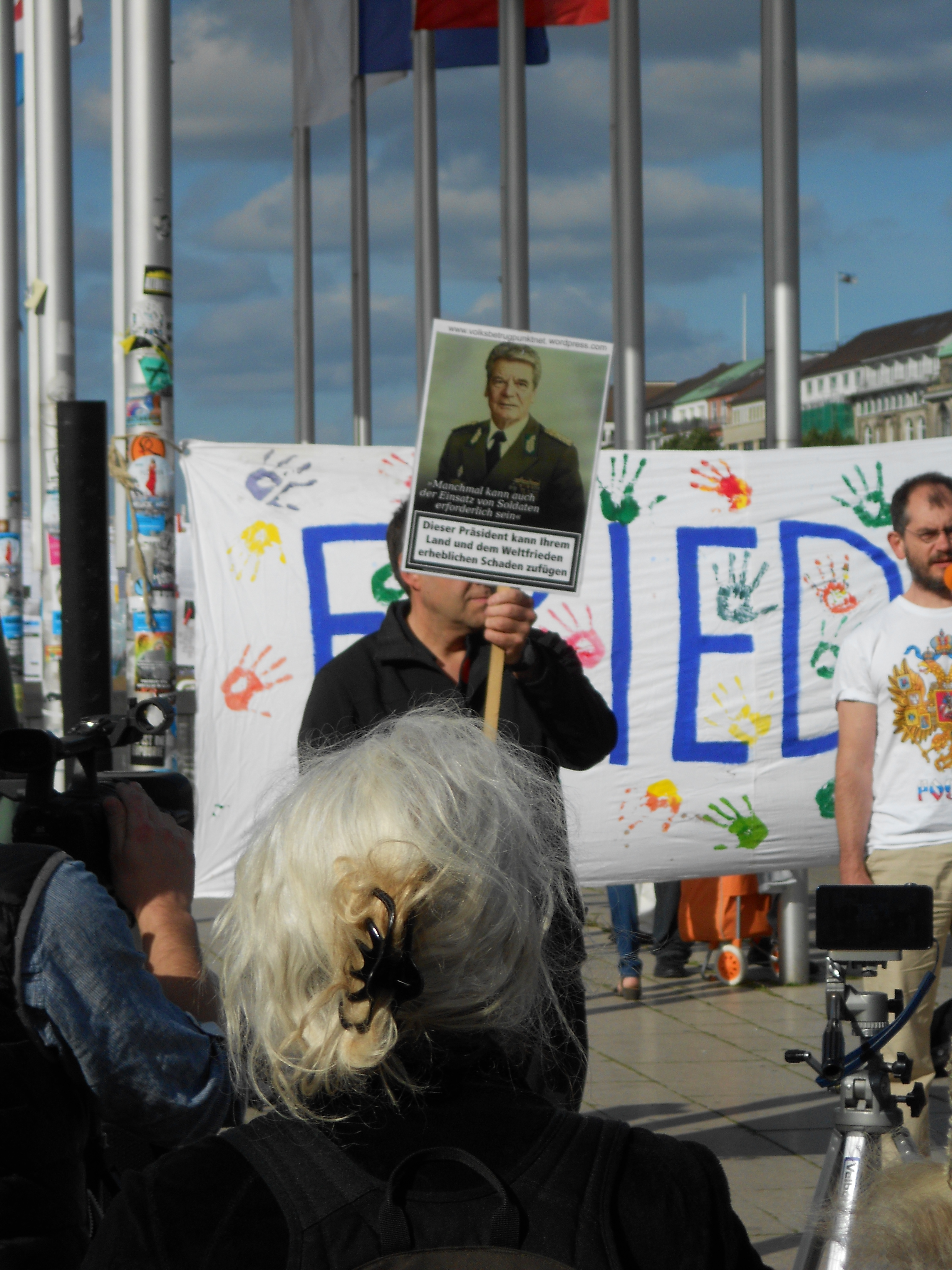
Denuncia de un dirigente ucranio en junio de 2014.

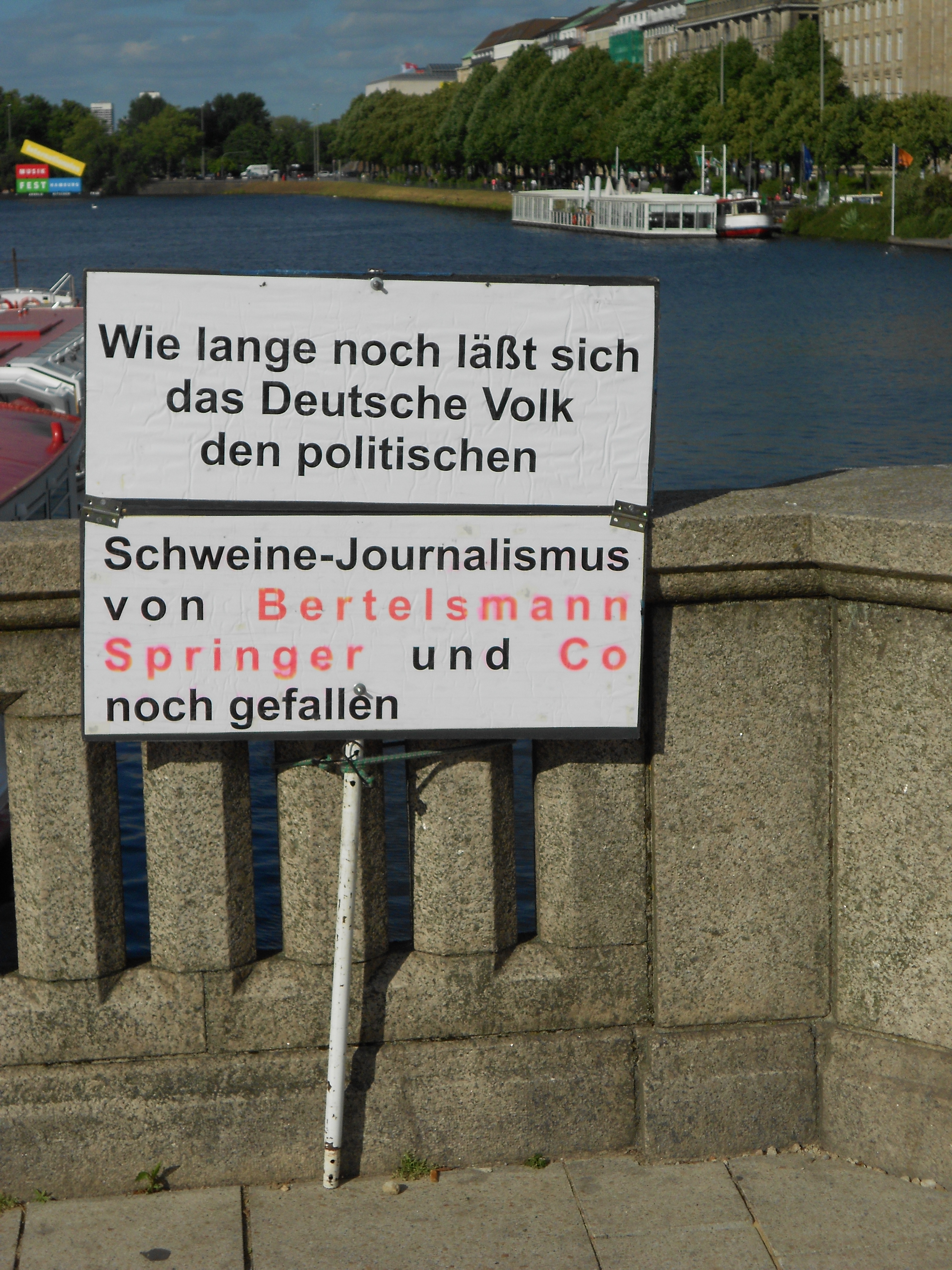
Crítica a Bertelsmann y Axel Springer SE en junio de 2014.

Vigilias por la paz son una serie de manifestaciones y protestas en Alemania, Austria y Suiza que se producen los lunes en varias ciudades de esos países siguiendo la crisis en Ucrania (2014-presente).
El presentador de televisión Ken Jebsen es uno de los organizadores.
Las ideologías políticas vinculadas son el antiimperialismo y el pacifismo.
Los manifestantes critican el sistema de Reserva Federal de los Estados-Unidos y sus efectos presumido en la politicá mundial menazando el mundo con una Tercera Guerra Mundial después de la crisis en Ucrania.

## Contexto
La guerra ruso-ucraniana es un conflicto bélico actualmente en curso entre Rusia y Ucrania que comenzó en febrero de 2014 tras el denominado Euromaidán, una serie de protestas que habían comenzado en Kiev en noviembre de 2013 debido a la suspensión de la firma del Acuerdo de Asociación entre Ucrania y la Unión Europea. Se acrecentó a partir de 2021 y desembocó en la invasión rusa de Ucrania el 24 de febrero de 2022.
Las protestas de febrero de 2014 desataron disturbios en la capital, especialmente en la plaza de la Independencia (Kiev). Los enfrentamientos se saldaron con al menos ochenta fallecidos entre el 19 y el 21 de ese mes. Al día siguiente, los opositores ocuparon las principales instituciones con sede en Kiev, tras la huida del presidente Víktor Yanukóvich en dirección desconocida. La Rada Suprema tomó el control del país en ausencia de buena parte de sus miembros y Oleksandr Turchínov asumió la coordinación del Gobierno y la presidencia del Parlamento. La Rada Suprema destituyó del cargo al huido Yanukóvich por el abandono de sus funciones constitucionales y tomó el control del país votando la vuelta a la Constitución de 2004, acordada el día anterior.
Rusia no reconoció este gobierno como autoridad legítima de Ucrania y declaró que lo ocurrido fue un «golpe de Estado». En consecuencia, el Congreso de diputados y gobernadores regionales del Este y Sur de Ucrania hicieron un llamamiento a la resistencia y acusó a la oposición de incumplir el acuerdo de paz que había sido firmado el 21 de febrero con el huido presidente. A partir de entonces, residentes de la mitad suroriental de Ucrania se manifestaron en contra del nuevo gobierno de Kiev. Entre tanto se realizó el referéndum sobre el estatus político de Crimea. Entonces se produjo una intervención militar, donde las Fuerzas Armadas de Rusia se desplegaron en la península de Crimea —incluyendo Sebastopol— con el objetivo de garantizar la integridad de los ucranianos prorrusos habitantes de Crimea y las bases rusas estacionadas allí. Así, el 17 de mayo, fue proclamada la independencia de la República de Crimea y al día siguiente fue aprobada la anexión de Crimea por Rusia. En los días posteriores, las tropas militares ucranianas se enfrentaron en contados incidentes con el ejército ruso hasta finalmente replegarse y hacer abandono de la península, aunque el gobierno de Kiev aún considera Crimea como parte de los territorios temporalmente ocupados de Ucrania.

## Apoyos
- Diputados del partido Die Linke
- Jürgen Elsässer[1]
- Andreas Popp[1]